# 영신건강
영신건강(永信健康, Y.S.Health)은 미국에 본사를 두고 건강 식품을 생산하는 기업이다. 영신건강은 미국 내 최대 규모의 한인 건강 식품 기업이며, 본사를 포함하여 미국 내 4개의 지사와 2개의 농장을 갖고 있고, 한국에도 1개의 지사를 두고 있다. 해피웰과 하이비라는 브랜드를 가지고 있으며 주요 제품은 로얄젤리, 꿀제품 등이다.

## 연혁
- 1977년: 일리노이 Villa Park에서 양봉시작
- 1994년: 주식회사 영신건강 등록

## 주요 제품

### 로얄젤리(Royal Jelly)
로열 젤리(royal jelly) 또는 왕유(王乳)는 꿀벌 유충의 영양 섭취에 사용되는 꿀벌의 분비물이다. 로열 젤리는 젊은 일벌의 머리 부분에 있는 인두선(咽頭腺)에서 분비되며, 일벌이 될 애벌레를 포함한 집단 내 모든 애벌레에게 먹이로 제공된다. 벌들은 여왕벌이 필요하게 되면, 선택된 한 애벌레에게 생후 첫 4일간 오로지 로열 젤리만, 그것도 대량으로 공급한다. 여왕벌은 평생 로열 젤리만 먹고 사는데 수명이 일벌의 40배나 된다. 로열 젤리는 벌꿀과는 비교가 되지 않을 정도로 많은 비타민류, 미네랄, 아미노산 등의 영양소를 포함하고 있다.
영신 로얄젤리는 채취 후 48시간 내에 제품으로 만들어져 로얄젤리 안의 핵심성분인 10H2DA의 성분을 자연 그대로 섭취할 수 있다. 영신이 개발한 UDP공법(급속냉동개별포장공법)으로 생산되어 냉동상태로 먹기 때문에 개별적으로 신선하게 섭취 가능한 것이 특징이다.

### 벌꿀 (Honey)
벌꿀(Honey)은 꿀벌이 꽃의 밀선에서 빨아내어 축적한 감미료이다. 단순히 꿀로 줄여 부르며 유의어로 봉밀, 석청, 석밀이 있다. 예로부터 약으로도 많이 사용해 왔다. 벌꿀에 함유된 꽃가루의 영양 가치도 인정 받고 있다. 벌꿀의 색과 맛은 그것의 원료가 되는 꽃의 종류에 따라 다르다.
영신 벌꿀은 미국, 뉴질랜드, 브라질 등 다양한 국가와 선인장, 마누카나무 등 다양한 꽃에서 채취한 천연 꿀이다. 영신 벌꿀은 코셔(Kosher) 인증을 받았는데, 코셔 인증이란 유대인 랍비들이 0.001%의 독성도 없는 유기농 제품에 붙여주는 식품 인증서이며 전세계 77개 국에 통용되는 인증이다.

## 시설

### 지사
- 시카고 본사
- LA 지사
- 뉴욕 지사
- 워싱턴 DC 지사
- 한국 지사

### 연구소
- 영신건강 연구소

### 농장
- 아리조나 농장
- 브라질 농장

## 공헌 활동

### 영신 문화원
영신 문화원은 다양하고 유익한 문화활동을 통해 내적으로는 영신 가족의 팀웍을 도모하면서 정신적, 영적 성숙과 더불어 수준 높은 문화생활 향유와 외적으로는 사회환원의 일환으로 이민사회의 복지에 이바지한다는 목적을 갖고 있다.
이를 위해 각종 문화사업 관장(교민을 위한 30주년 복음성가 콘서트, 한국 수재민 돕기 음악회, 장애인 기관 돕기 음악회, 우수인재 초청 음악회 등)과 함께 다른 장르의 문화 분야에도 지속적으로 후원하고 있다.

### 기부 활동
- 빈곤 퇴치를 위한 선한 동참
- 샌디피해 한인돕기 '사랑의 꿀 나누기'
- 태풍피해 필리핀을 돕기 위한 구호금 전달